# Mar de Cristal metróállomás
Mar de Cristal metróállomás Spanyolország fővárosában, Madridban a madridi metró 4-es és 8-as vonalán.

## Metróvonalak
Az állomást az alábbi metróvonalak érintik:
- 4-es metróvonal
- 8-as metróvonal

## Kapcsolódó állomások
A metróállomáshoz az alábbi állomások vannak a legközelebb:
- San Lorenzo (Pinar de Chamartín, 4-es metróvonal)
- Pinar del Rey (Nuevos Ministerios, 8-as metróvonal)
- Canillas (Argüelles, 4-es metróvonal)
- Feria de Madrid (Aeropuerto T4, 8-as metróvonal)